# Gerbrand Bakker

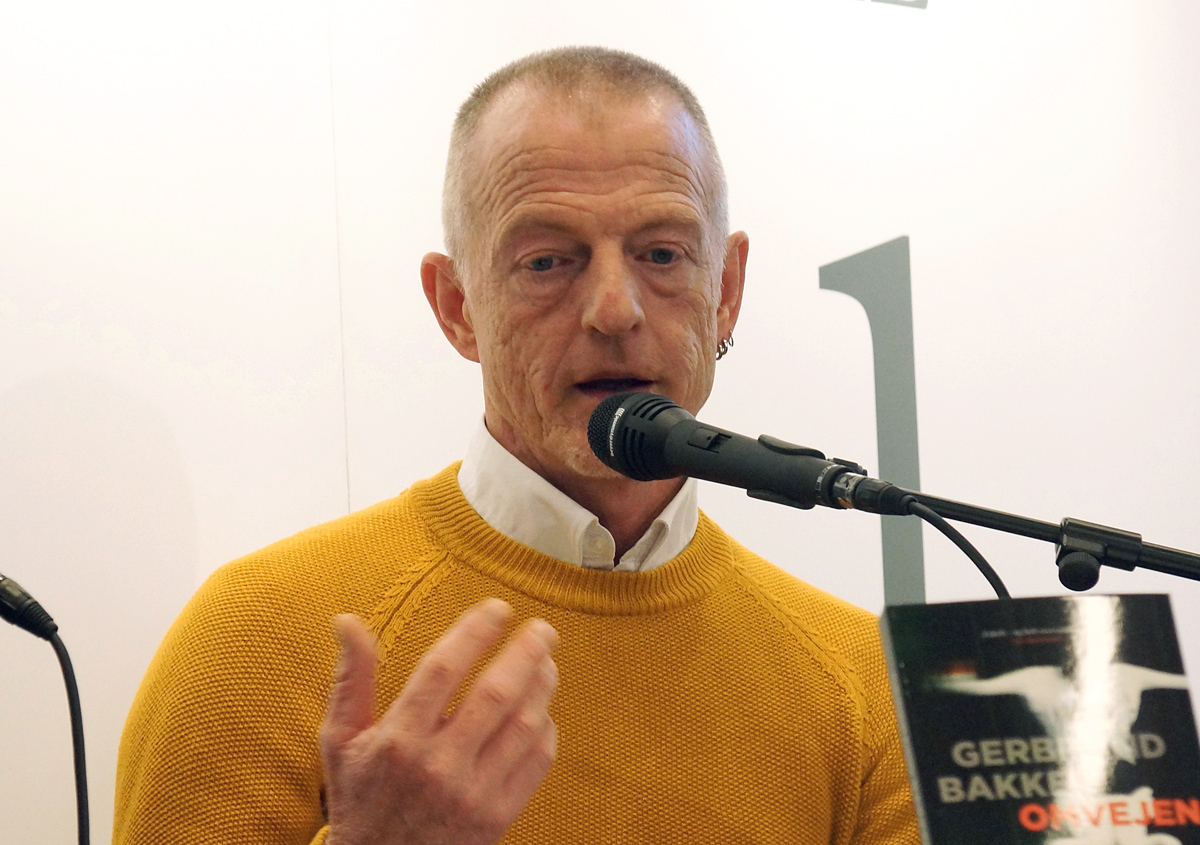
Gerbrand Bakker (2012)

Gerbrand Bakker (28 de abril de 1962 (62 años) es un escritor neerlandés. Ganó el Premio Literario Internacional IMPAC de Dublín en 2010 por su novela Boven is het stil traducida al inglés como The Twin (Todo está tranquilo arriba traducido por Julio Grande). Ha sido el primer escritor holandés en ganar este premio, el más lucrativo en lengua inglesa, con 100.000€ The Twin  se impuso a otros 155 títulos de más de 40 países para conseguir el premio.
Todo está tranquilo arriba ha sido traducida a más de 20 idiomas y ha obtenido el reconocimiento internacional y varios premios literarios, entre los cuales, el premio IMPAC cuyas nominaciones son realizadas por bibliotecas de todo el mundo, o tres premios diferentes en Francia concedidos por librerías. 
Entre estos otros premios constan
- Prix du Roman des Lecteurs Nanterriens 2010
- Else Otten Preis 2010 para traducción de Andreas Ecke
- Premio Literario Internacional IMPAC de Dublín 2010
- Prix Initiales 2010
- Prix Millepages 2009
- Boekdelenprijs 2008
- Debutantenprijs 2006
- Gouden Ezelsoor 2006
- Best Book Cover 2006
- Premio Llibreter 2012

Los jueces del Premio IMPAC dijeron de su escritura que es "maravillosa: sobria y clara" y que Bakker "sobresale en el diálogo". Todo está tranquilo arriba también ha recibido elogios de J. M. Coetzee.

## Carrera
En 2002 Bakker estaba de excursión por las montañas de vacaciones en Córcega cuando pensó en el libro por primera vez. Él pensó sobre la historia del hijo que podría "hacerle algo terrible a su padre" pero quedó "frustrado" cuando la idea no progresaba hasta que un día empezó a escribir de forma aleatoria. Boven is het stil fue publicado por primera vez en 2006 y The Twin le siguió en 2008. Gerbrand Bakker publica con Rayo Verde Editorial en marzo del 2012, su primera obra Boven is het stil traducida por Julio Grande y titulada Todo está tranquilo arriba.
Bibliotecas de Ámsterdam, La Haya, Utrecht y Eindhoven nominaron a The Twin (Todo está tranquilo arriba) para el Premio Literario Internacional IMPAC de Dublín. Bakker recibió el premio en Dublín el 17 de junio de 2010. Optó por no alargar el discurso y en su lugar puso la canción "¿Dónde está el sol?" en el original "Waar is de zon?", la canción participante por Holanda del Festival de la Canción de Eurovisión 1994 (que en aquel año fue también en Dublín). Fue la tercera obra novel consecutiva en ganar el premio, sucediendo a Man Gone Down y a De Niro's Game. Bakker habló de la necesidad de "descansar por un rato" cuando le anunciaron que era el ganador y dijo "es maravilloso". David Colmer tradujo el libro desde su original holandés hacia el inglés y recibió 25.000€ del dinero del premio por su trabajo. Bakker atribuye a Colmer que le ayudara "a darse cuenta de que era un libro, y que yo soy un escritor". En ese momento él planeaba comprar un caballo gris holandés con su dinero ya que "simplemente adoro esas grandes bestias". The Irish Times La crítica literaria, Eileen Battersby, dijo que la victoria de Bakker era "significativa a varios niveles", haciendo notar que dos grandes novelas chinas ni siquiera habían avanzado en la lista.
The Twin fue la primera obra de Bakker para adultos. Entre sus otros trabajos están la novela Pear Trees Blossom White. y su segunda novela The Queen's Visit, la cual gozó de mucho éxito en Alemania y fue rápidamente sucedida por su obra The Detour, que recibió grandes reseñas y opiniones de la prensa, libreros y lectores. En España ha sido premiada con el Premio Llibreter 2012, otorgado por el gremio de Libreros.
Gerbrand Bakker también escribe columnas de opinión para una revista holandesa y coescribe un programa de televisión para niños llamado Ted and Ed. También es coeditor del Diccionario etimológico del holandés que será publicado en cuatro o cinco volúmenes por la Amsterdam University Press.

## Intereses
Bakker es jardinero de profesión. Dice que la jardinería y escribir "funcionan muy bien juntos". Bakker también trabaja como instructor de skating durante el invierno.

"En otoño cuando recojo las hojas muertas puedo hacerlo durante horas -  I can do it for hours – una vez incluso desmonté una pila que había hecho sólo para poder seguir recogiendo. El sonido es tan maravilloso: te deja en un nivel subconsciente, por detrás de tu mente." - Bakker on gardening 